# Ceai Earl Grey

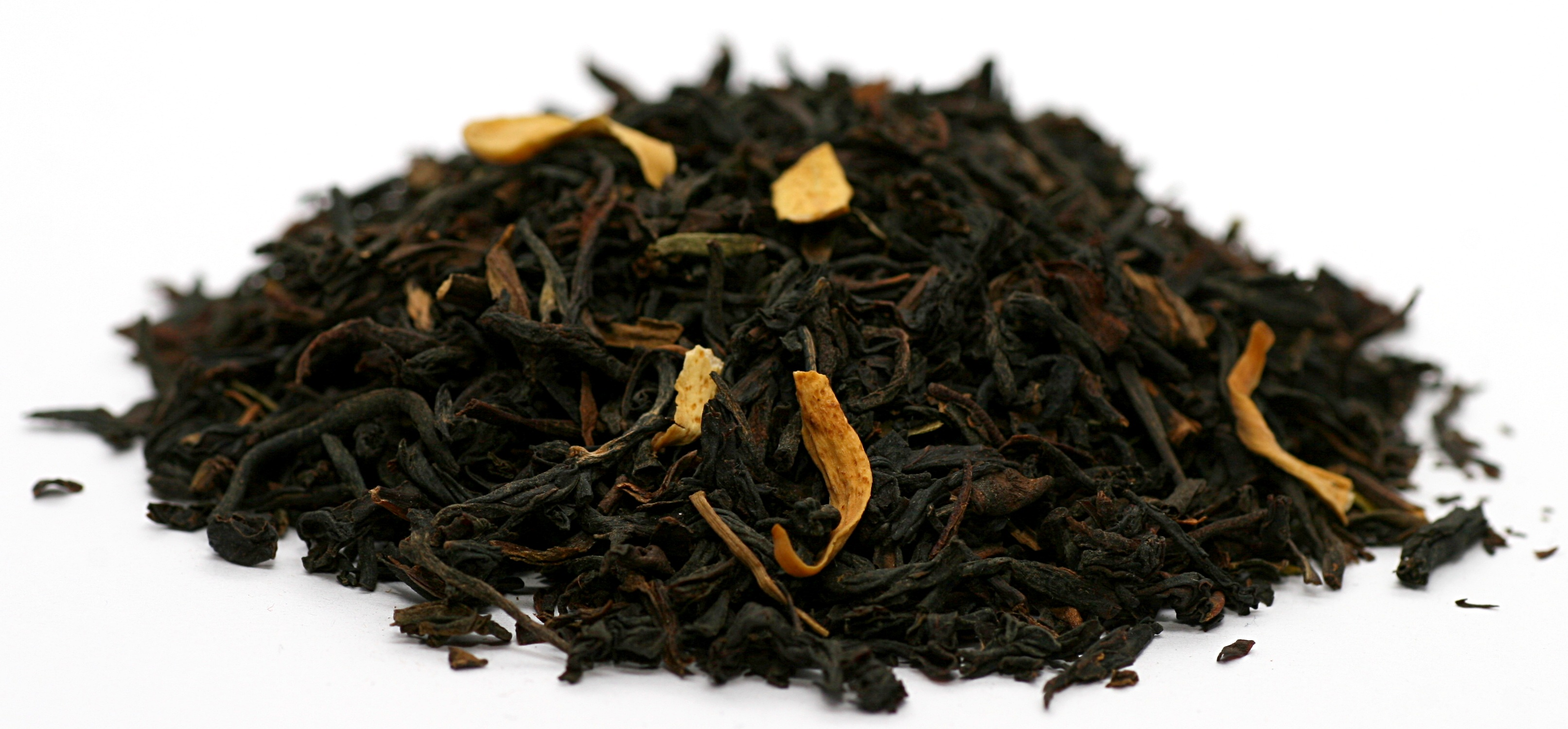
Frunze de ceai Earl Grey

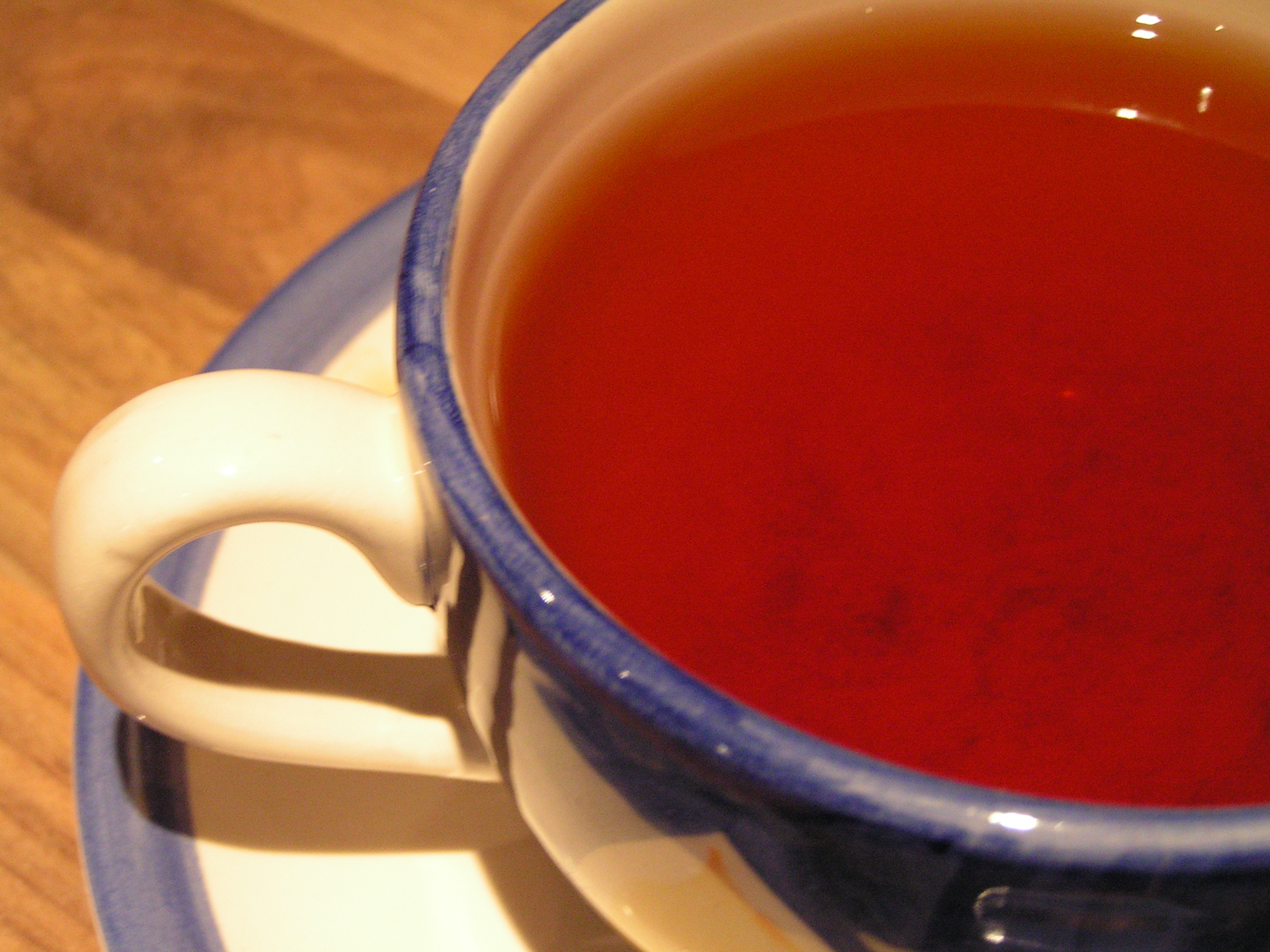
O ceașcă de ceai preparat

Ceaiul Earl Grey este un amestec de ceai care a fost aromatizat cu adaos de ulei de bergamotă. Uleiul parfumat obținut din coajă este adăugat la ceai negru pentru a oferi Earl Grey gustul său unic. În mod tradițional, Earl Grey a fost preparat din ceaiuri negre, precum keemun din China și, prin urmare, destinat a fi băut fără lapte. Cu toate acestea, companiile de ceai au început să ofere Earl Grey pe bază de ceaiuri mai puternice, precum Ceylon, care sunt mai potrivite pentru consum cu lapte sau cremă. Au fost create și amestecuri din alte soiuri de ceai, precum verde sau oolong.

## Istoric

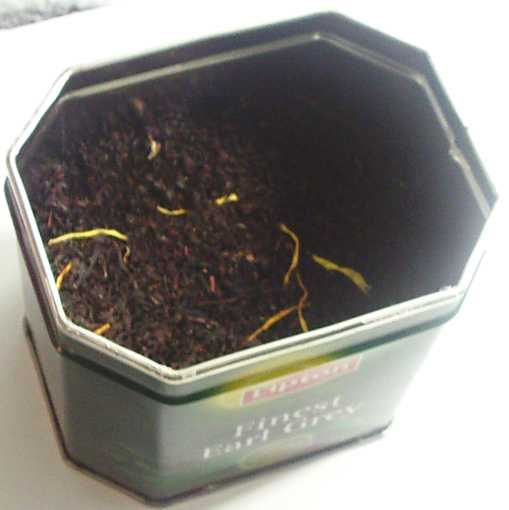
Cutie de ceai Earl Grey

Se presupune că amestecul Earl Grey, sau „amestecul lui Earl Grey”, a fost denumit după Charles Grey, al 2-lea Earl Grey, prim-ministru britanic în anii 1830 și autor al Reform Bill of 1832. Se crede că a primit drept cadou, probabil beneficiu în natură diplomatic, un ceai aromat cu ulei de bergamotă. Un ceai „Grey's Tea” este cunoscut din 1850, dar prima referire publicată cunoscută la un ceai „Earl Grey” este reclama la Charlton & Co. din Jermyn Street în Londra, în anii 1880.
Potrivit unei legende, un mandarin chinez, recunoscător pentru faptul că fiul său a fost salvat de la înec de către unul dintre bărbații Lordului Grey, i-a prezentat primul amestec lordului în 1803. Povestea pare a fi apocrifă, deoarece Lord Grey nu a ajuns niciodată în China, iar utilizarea de ulei de bergamotă pentru a aroma ceaiul era un obicei încă necunoscut în China la acea vreme. Cu toate acestea, povestea este ulterior relatată (și ușor corectată) pe websitul Twinings, în această versiune ceaiul „fiind prezentat de către un reprezentant la întoarcerea sa din China”.
Jacksons of Piccadilly susțin că ei au creat ceaiul Earl Grey, iar Lord Grey i-a oferit rețeta lui George Charlton, partener al Robert Jackson & Co., în 1830. Potrivit Jacksons, rețeta originală a fost în producție constantă și nu a fost transmisă nimănui. Rețeta lor folosește ceai negru chinezesc încă de la începuturi.
Potrivit familiei Grey, ceaiul a fost special creat de un vorbitor de chineză mandarină pentru Lord Grey, pentru a se potrivi cu apa de la Howick Hall, reședința familiei în Northumberland, folosind bergamotă pentru a compensa apa locală dură. Lady Grey l-a folosit pentru a întreține politicieni la Londra, iar ceaiul s-a dovedit atât de popular încât a fost întrebată dacă ar putea fi vândut altora, iar astfel s-a născut marca Twinings.
Un sondaj din 2010 a constatat că o minoritate semnificativă de oameni din Marea Britanie asociază consumul de ceai Earl Grey cu a fi „posh” sau din clasa superioară.

## Preparare și variațiuni

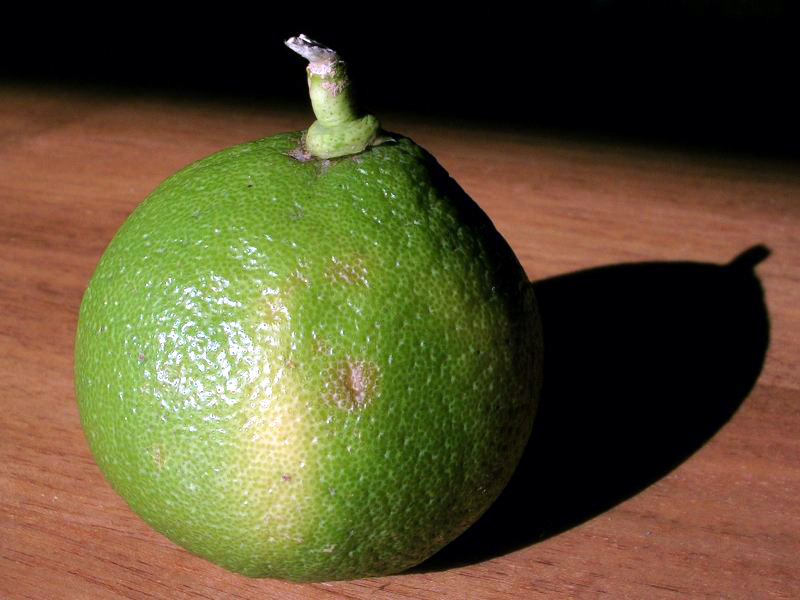
O bergamotă din Calabria, Italia

„Earl Grey” folosit pentru ceai nu este o marcă comercială înregistrată, așadar numeroase companii produc propriile lor versiuni de ceai Earl Grey, folosind o mare varietate de frunze de ceai și aditivi.
Bergamota (Citrus bergamia) este un copac citric mic care înflorește în timpul iernii și este cultivat comercial în Calabria, Italia. Acesta este, probabil, un hibrid de Citrus limetta (limetă dulce) și Citrus aurantium (portocală amară).
Există diferite soiuri de ceai cunoscute sub numele de Lady Grey. Cele două tipuri cele mai comune sunt Lady Grey Cornflower și Lady Grey Citrus, care combină ceaiul Earl Grey cu albăstrele și, respectiv, portocale de Sevilia. „Lady Grey” este o marcă comercială a Twinings.
O băutură numită „London Fog” este o combinație de Earl Grey, spumă de lapte și sirop de vanilie.
Există disponibile variațiuni care folosesc ingrediente precum iasomia și diverse alte flori. Un amestec cu adaos de petale de trandafir este cunoscut sub numele de French Earl Grey, care a devenit cel mai popular amestec de ceai al magazinului australian T2.
O varietate numită Russian Earl Grey conține de multe ori ingrediente precum coji de citrice și Cymbopogon în plus față de ceai negru și bergamotă.
De asemenea, mai multe companii produc un ceai numit Earl Grey Green sau „Earl Green”, combinând frunze de ceai verde în locul tradiționalelor frunze de ceai negru cu bergamotă. O variațiune similară numită Earl Grey White sau „Earl White” combină ceai alb cu bergamota.
Rooibos Earl Grey este o variațiune care folosește acest ceai de plante din Africa de Sud ca substitut pentru convenționalul ceai negru.

## Utilizare ca aromă
Ceaiul Earl Grey este folosit ca aromă pentru mai multe tipuri de prăjituri și produse de patiserie, precum bomboane de ciocolată, dar și pentru sosuri. Pentru sosuri, aroma este în mod normal creată prin adăugarea de pliculețe de ceai la sosul de bază, în care sunt fierte timp de câteva minute și apoi aruncate. Pentru rețete dulci, ceaiul vrac este de multe ori adaugat la unt topit sau cremă fierbinte și strecurat după ce se infuzează aroma.

## Toxicologie
În mai multe studii s-a demonstrat că aplicarea unor concentrații ridicate ale unor mărci de ulei de bergamotă direct pe piele intensifică roșeața după expunerea la raze ultraviolete. Cu toate acestea, acest efect nu ar trebui să apară în urma  consumului oral de ceai Earl Grey. Bergamota este o sursă de bergamottină, care, alături de compusul chimic înrudit 6',7'-dihidroxibergamottină, este responsabil pentru interacțiunile grapefruit-medicamente, unde consumul de suc afectează metabolismul unei game de medicamente.
Într-un studiu de caz, un pacient care consuma patru litri de ceai Earl Grey pe zi a raportat crampe musculare, care au fost atribuite funcției de blocant al canalelor de potasiu a bergaptenului din uleiul de bergamotă. Simptomele s-au diminuat după reducerea consumului de ceai Earl Grey la doar un litru pe zi.